# Ngerulmud

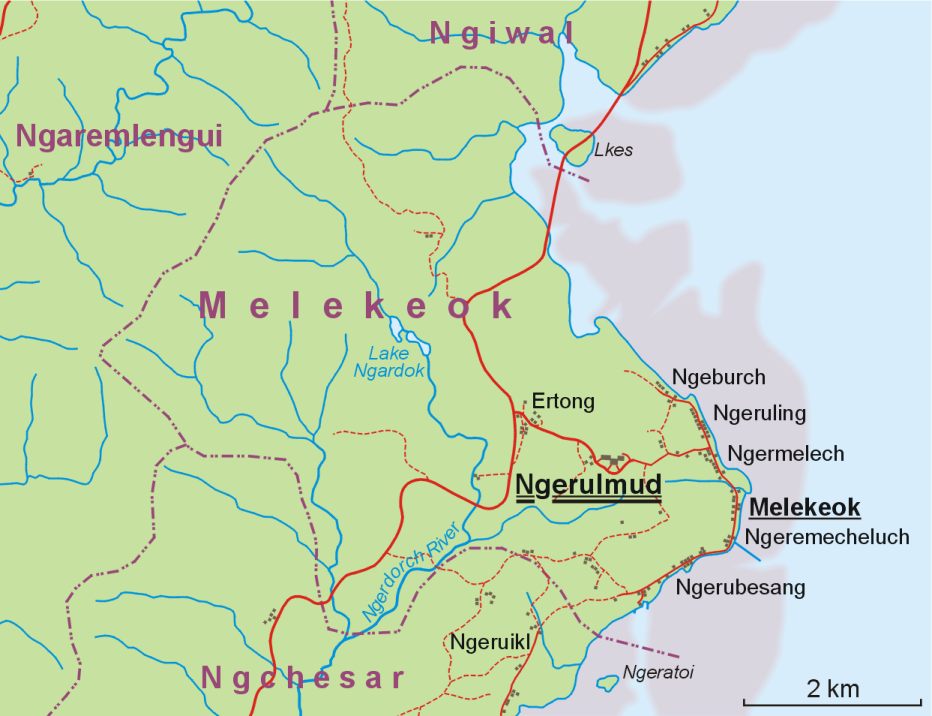
Localizarea capitalei în cadrul Statului Melekeok

Ngerulmud este capitala Republicii Palau, un stat insular din Oceanul Pacific. Este situat în Statul Melekeok pe Babeldaob, cea mai mare insulă din stat, la 20 km nord-est de Koror și 2 km nord-vest de orașul Melekeok. 